# پس‌بازار دامنه
پس‌بازارِ دامنه  (به انگلیسی: Domain aftermarket) یک بازار ثانویه برای نام‌های دامنه اینترنتی است که در آن افراد علاقه‌مند به کسب یک دامنه پیشنهادها را ثبت کرده یا دربارهٔ قیمت با صاحب دامنه بحث می‌کنند تا آن را به دست آورند.